# Roma Nomentana
Roma Nomentana (wł. Stazione di Roma Nomentana) – stacja kolejowa w Rzymie, w regionie Lacjum, we Włoszech. Stacja liczy trzy perony. Według klasyfikacji RFI ma kategorię srebrną